# Автошлях Т 2324
Автошля́х Т 2324 — автомобільний шлях територіального значення у Хмельницькій області. Пролягає територією Старокостянтинівського та Красилівського районів через Старокостянтинів — Антоніни. Загальна довжина — 24,6 км.

## Маршрут
Автошлях проходить через такі населені пункти:
| Автошлях Т 2324             |        |
| Хмельницька область         |        |
| Старокостянтинівський район |        |
| Старокостянтинів            | Н03    |
| Пашківці                    |        |
| Великий Чернятин            |        |
| Малий Чернятин              |        |
| Красилівський район         |        |
| Кременчуки                  |        |
| Лісова Волиця               |        |
| Великі Орлинці              |        |
| Антоніни                    | Т 1804 |